# Bill Sarpalius
William Clarence Sarpalius, detto Bill (Los Angeles, 10 gennaio 1948), è un politico statunitense, membro della Camera dei Rappresentanti per lo stato del Texas dal 1989 al 1995.

## Biografia
Nato a Los Angeles in una famiglia di origini lituane, da bambino Sarpalius visse come senzatetto insieme alla madre e ai fratelli per le strade di Houston. Successivamente si stabilì in un ranch per ragazzi ad Amarillo e si interessò molto all'agricoltura, tanto da studiare imprenditoria agricola al college.
Entrato in politica con il Partito Democratico, nel 1980 Sarpalius venne eletto all'interno della legislatura statale del Texas, dove rimase per otto anni. Nel 1988 si candidò alla Camera dei Rappresentanti e riuscì a farsi eleggere deputato, venendo poi riconfermato nel 1990 e nel 1992. Nel 1994 chiese agli elettori un altro mandato, ma venne sconfitto dall'avversario repubblicano Mac Thornberry.
Dopo aver lasciato il Congresso, Sarpalius venne assunto al Dipartimento dell'Agricoltura dal Presidente Bill Clinton e in seguito intraprese l'attività di lobbista.